# الصافية (الحيمة الخارجية)

تعديل مصدري - تعديل

الصافية هي إحدى قرى عزلة الصافية بمديرية مناخة التابعة لمحافظة صنعاء، بلغ تعداد سكانها 28 نسمة حسب تعداد اليمن لعام 2004.